# Ладислау Шимон
Ладислау Шимон (рум. Ladislau Şimon; 25 вересня 1951, Тиргу-Муреш, жудець Муреш, Соціалістична Республіка Румунія — 12 травня 2005) — румунський борець вільного стилю, чемпіон та бронзовий призер чемпіонатів світу, чемпіон, срібний та бронзовий призер чемпіонатів Європи, бронзовий призер Олімпійських ігор. Перший і наразі єдиний румунський чемпіон світу з вільної боротьби.

## Біографія
Народився в Тиргу-Муреші, що є центром повіту Муреш у Трансильванії. З рідним містом буде пов'язане все його подальше життя.
У 1974 у Стамбулі став чемпіоном світу, подолавши у фіналі видатного осетинського борця Сослана Андієва. Через два роки знову зустрівся з радянським борцем на літніх Олімпійських іграх у Монреалі і програв. У підсумку Андієв став чемпіоном, а Шимон приніс своїй команді бронзову нагороду, програвши ще й срібному призерові Йожефу Балла з Угорщини. Того ж року став чемпіоном Європи, вигравши вирішальний поєдинок у Роланада Герке з НДР.
Сім разів вигравав чемпіонат Румунії. Завершив спортивну кар'єру досить рано — у 1979 році, коли йому ледь виповнилося 28 років.
Після завершення активних виступів на борцівському килимі переходить на тренерську роботу. Тренував молодих борців у рідному місті. З 1994 по 2000 рік Ладислау Шимон був тренером збірної команди Румунії з вільної боротьби. Готував її до двох Олімпійських ігор — 1996 року в Атланті та 2000 року в Сіднеї. Після сіднейської Олімпіади пішов у відставку.
Помер 12 травня 2005 року від інсульту.
Визнаний найкращим спортсменом Муреша у XX столітті.

## Спортивні результати

### Виступи на Олімпіадах
| Змагання                    | Збірна  | Вагова категорія | Місце  |
| --------------------------- | ------- | ---------------- | ------ |
| Літні Олімпійські ігри 1976 | Румунія | понад 100 кг     | Бронза |

### Виступи на Чемпіонатах світу
| Змагання                        | Збірна  | Вагова категорія | Місце  |
| ------------------------------- | ------- | ---------------- | ------ |
| Чемпіонат світу з боротьби 1973 | Румунія | понад 100 кг     | Бронза |
| Чемпіонат світу з боротьби 1974 | Румунія | понад 100 кг     | Золото |

### Виступи на Чемпіонатах Європи
| Змагання                         | Збірна  | Вагова категорія         | Місце  |
| -------------------------------- | ------- | ------------------------ | ------ |
| Чемпіонат Європи з боротьби 1973 | Румунія | вільна боротьба, >100 кг | 6      |
| Чемпіонат Європи з боротьби 1974 | Румунія | вільна боротьба, >100 кг | Срібло |
| Чемпіонат Європи з боротьби 1975 | Румунія | вільна боротьба, >100 кг | Бронза |
| Чемпіонат Європи з боротьби 1976 | Румунія | вільна боротьба, >100 кг | Золото |
| Чемпіонат Європи з боротьби 1977 | Румунія | вільна боротьба, >100 кг | 5      |
| Чемпіонат Європи з боротьби 1978 | Румунія | вільна боротьба, >100 кг | 6      |

### Виступи на Універсіадах
| Змагання               | Збірна  | Вагова категорія           | Місце  |
| ---------------------- | ------- | -------------------------- | ------ |
| Літня Універсіада 1973 | Румунія | вільна боротьба, до 130 кг | Срібло |
| Літня Універсіада 1977 | Румунія | вільна боротьба, до 130 кг | Бронза |

### Виступи на інших змаганнях
| Змагання                           | Збірна  | Вагова категорія           | Місце  |
| ---------------------------------- | ------- | -------------------------- | ------ |
| Гран-прі Німеччини з боротьби 1975 | Румунія | вільна боротьба, до 130 кг | 4      |
| Гран-прі Німеччини з боротьби 1976 | Румунія | вільна боротьба, до 130 кг | Срібло |
| Гран-прі Німеччини з боротьби 1977 | Румунія | вільна боротьба, до 130 кг | 4      |